# 佩里紹魯鄉
44°27′N 27°33′E / 44.450°N 27.550°E
佩里紹魯鄉（羅馬尼亞語：Comuna Perișoru, Călărași），是羅馬尼亞的鄉份，位於該國南部，由克勒拉希縣負責管轄，面積213平方公里，海拔高度33米，2007年人口5,380，人口密度每平方公里25人。